# Çeperli (Palandöken)
Çeperli (prononcé [ t͡ʃɛpɛɾli]) est un quartier (mahalle) du district de Palandöken dans la province d'Erzurum en Turquie.

## Histoire
Nene Hatun est native de Çeperli.